# Ángeles Ottein
María de los Ángeles Nieto Iglesias, conocida como Ángeles Ottein (Algete, 24 de junio de 1895-Madrid, 12 de marzo de 1981), fue una soprano española, hermana de la también cantante Ofelia Nieto.

## Biografía
Al nacer le pusieron el nombre de María de los Ángeles Nieto Iglesias, que por razones artísticas transformó en Ángeles Ottein, invirtiendo su apellido y doblando la te. Era hija de José Nieto, natural de Santiago de Compostela, notario de profesión, y Erundina Iglesias, originaria de Ferrol, que tuvieron otra hija que brilló con luz propia en el firmamento lírico, la también soprano Ofelia Nieto, tres años menor que Ángeles. Ángeles, al igual que su hermana Ofelia, comenzó sus estudios de canto en el Real Conservatorio de Madrid con el tenor Lorenzo Simonetti, quien estrenara La Dolores.
El 5 de septiembre de 1914 debutó en el Teatro de la Zarzuela de Madrid, cantando Marina de Arrieta.
En 1917 cantó en el Teatro Real de Madrid, Rigoletto, alternando con la soprano María Barrientos. Más tarde se presentó en el Coliseu dos Recreios de Lisboa y, a continuación, pasó a cantar en los principales teatros italianos como el Teatro Costanzi de Roma o el Teatro de San Carlo de Nápoles. Llegó a cantar El Barbero de Sevilla junto al mejor Almaviva de su tiempo, el tenor Tito Schipa.
En 1918 hizo su única temporada en el Teatro Colón de Buenos Aires, donde cantó El Barbero de Sevilla junto al barítono Mariano Stabile; Mignon, junto a la mezzosoprano Gabriella Besanzoni y Rigoletto, junto al tenor Charles Hackett y al barítono Luigi Montesanto. A continuación paso al Metropolitan Opera House de Nueva York donde cantó Lucia di Lammermoor y de nuevo El Barbero de Sevilla.
En 1920 volvió a Suramérica donde cantó El Barbero de Sevilla, Lucia di Lammermoor y Thaïs en Perú; Cóndor de Gómes, en Río de Janeiro junto al tenor Bernardo de Muro. Ese mismo año regresó a España, donde cantó Rigoletto y El Barbero de Sevilla en el Teatro Principal de Valencia junto al tenor Tito Schipa.
En 1921 marchó a La Habana con la compañía de Adolfo Baracle. 
En 1922 canta en la compañía Ensemble de Ópera de Cámara del tenor Armand Crabbé y la soprano Marimí del Pozo, estrenando en el Teatro de la Comedia de Madrid, la ópera Fantochines, de Conrado del Campo. A continuación, y con la misma compañía, cantó en El Pelele de Julio Gómez y La guitarra de Carlos Pedrell.
En 1924, y sustituyendo a la soprano Sara César, tuvo la oportunidad de presentarse en el Teatro Municipal de Santiago de Chile cantando La bohème, junto al tenor Ismaele Voltolini, el barítono Carlo Morelli y el bajo Gaudio Mansueto. En Valparaíso canta El Barbero de Sevilla, junto al tenor Armand Crabbé, el bajo Gaudio Mansueto y su cuñado, el esposo de su hermana Ramona Nieto, el barítono Carlos del Pozo. En el Teatro Fábregas de México, cantó Dinorah y El secreto de Susana junto al tenor Armand Crabbé. 
En 1925 volverá a cantar Fantochines en el Teatro Esperanza Iris de México.
En 1926 canta en el Teatro Apolo de Madrid, Rigoletto, junto a tenor Miguel Fleta; y Lucia di Lammermoor, junto a Juan Rosich. Ese mismo año se casó con Enrique Naya y se retiró a La Habana, aunque poco después volvió a la escena. 
En 1935, en el Teatro Calderón de Madrid, realizaría una maratoniana temporada cantando: La Traviata, junto al tenor Antonio Cortis y el barítono Celestino Sarobe; El Barbero de Sevilla, con el tenor Baltasar Lara y el barítono Celestino Sarobe; Rigoletto, junto al tenor Hipólito Lázaro y de nuevo el barítono Celestino Sarobe; Pagliacci, con el tenor Antonio Cortis y el barítono Augusto Ordóñez; El secreto de Susana; cantó el rol de Musetta en La Bohème, junto al tenor Hipólito Lázaro, la soprano Matilde Revenga, el barítono Augusto Ordóñez, el bajo Gabriel Olaizola y el barítono Carlos del Pozo.
En 1942 optó por el camino de la enseñanza. 
En 1944 cantó bajo la dirección de Ataúlfo Argenta en la presentación de este en Radio Nacional de España.
En 1958 obtuvo una plaza como profesora del Real Conservatorio de Madrid, teniendo como alumnos a las sopranos Marimí del Pozo, sobrina suya (hija de Ramona, la otra hermana de Ofelia y Ángeles), Ketty Fernández, Consuelo Rubio, Pilar Lorengar o María Luisa Nache.
En 1959 fue la última vez que cantó en público, en la boda de su único hijo Enrique Naya Nieto con su alumna Ketty Fernández. 
En 1960, después de enviudar, se trasladó y residió en Puerto Rico, donde fue profesora del Conservatorio Pau Casals durante diez años.
En 1971 regresó a Madrid.
En 1981, y a causa de la enfermedad de Alzheimer, falleció en Madrid el día 12 de marzo a los 86 años.

## Discografía
Entre las grabaciones de ópera, cabe destacar para la discográfica Phonotype, la "Carcajada" de Manon Lescaut de Auber, la cabaletta final de La sonnambula o "Una voce poco fa" de El Barbero de Sevilla. 
Por lo que respecta a la zarzuela, los registros son algo más abundantes: El barbero de Sevilla de Gerónimo Giménez; La canción del olvido de José Serrano junto al barítono Marcos Redondo o Katiuska de Pablo Sorozábal. Así mismo, grabó con la discográfica Odeón unas selecciones de Luisa Fernanda de Federico Moreno Torroba junto al tenor Emilio Vendrell y de nuevo Marcos Redondo; Maruxa, junto a su hermana la soprano Ofelia Nieto, el tenor Carlo Galeffi y el bajo Aníbal Vela.